# Zehra Dogan
Zehra Dogan (tur. Zehra Doğan; rođ. 1989) je kurdska umetnica i novinarka iz Dijarbakira. Osnivač je i urednik feminističke kurdske novinske agencije JINHA. Dogan je pritvorena od strane turskih vlasti zbog svoje slikarske predstave uništenja grada Nusajbina 2017. godine od strane turske armije. Pritvaranje je izazvalo međunarodno negodovanje i protest, uključiv i mural poznatog birtanskog uličnog umetnika Banksija 2018. godine u Njujorku.